# Rasa Budbergytė
Rasa Budbergytė, née le 8 mai 1960 à Plungė, est une femme politique lituanienne et membre du Seimas. 
Elle a également été membre de la Cour des comptes européenne et ministre des Finances de Lituanie.

## Biographie

### Jeunesse et éducation
Rasa Budbergytė est née le 8 mai 1960 à Plungė. Elle fréquente les établissements scolaires de Plungė et Prienai avant de rejoindre la faculté de droit de l'Université de Vilnius.

### Carrière
De 1983 à 1985, Rasa Budbergytė dirige la division des affaires générales du conseil municipal de Marijampolė. En septembre 1998, elle est nommée vice-ministre de la Justice, poste qu'elle conserve jusqu'en décembre 2000. Elle est également conseillère juridique au sein du ministère des Relations économiques internationales de 1992 à 1993. De 1997 à 2005, elle est professeure assistante à l'Université de Vilnius.
En juin 2016, elle est nommée ministre des Finances de Lituanie, elle remplace Rimantas Šadžius qui rejoint le poste qu'elle occupait à la Cour des comptes européenne. Elle quitte son poste en décembre 2016.
Lors des élections législatives lituaniennes de 2016, elle remporte un siège au Seimas avec le Parti social-démocrate de Lituanie. Elle est actuellement vice-présidente de la commission des affaires européennes.